# Ossaea rufescens
Ossaea rufescens är en tvåhjärtbladig växtart som först beskrevs av August Heinrich Rudolf Grisebach, och fick sitt nu gällande namn av John Wright. Ossaea rufescens ingår i släktet Ossaea och familjen Melastomataceae. Utöver nominatformen finns också underarten O. r. pilifera.